# Organisation des villes du patrimoine mondial
L'Organisation des villes du patrimoine mondial (OVPM) réunit 203 villes ayant sur leur territoire un site inscrit par l'UNESCO dans la Liste du patrimoine mondial. Ces villes sont réparties comme suit : 7 en Afrique, 36 en Amérique latine et Caraïbes, 20 en Asie et pacifique, 120 en Europe et 20 dans les Pays arabes. De plus, l'OVPM compte actuellement quatre membres observateurs.
Son siège est à l'Espace 400e, à Québec (Canada).

## Histoire
Elle est fondée le 8 septembre 1993 à Fès, au Maroc.
L'Organisation comprend une conférence des villes d'Europe du Sud et de Méditerranée dont le secrétariat est coordonné par la ville de Cordoba (Espagne). Sa réunion de 2023 prévoit notamment comme sujets de réflexion pour 2024 la "décontamination visuelle des centres historiques", ainsi que les métiers de la restauration du patrimoine.

### Liste des présidents
- 1993 - 1999 : Jean-Paul L'Allier
- 1999 - 1999 : Ingmar Ljones
- 1999 - 2001 : Anne-Grete Strom-Erichsen
- 2001 - 2003 : José Manuel Molina García
- 2003 - 2007 : George Giannopoulos
- 2007 - 2009 : Marcelo Cabrera Palacio
- 2009 - 2013 : Harry N.G. Brinkman
- 2013 - 2015 : Basílio Horta
- 2015 - 2017 : Gérard Collomb et Georges Képénékian
- 2017 - 2019 : Régis Labeaume
- Depuis 2019 : Jacek Majchrowski

## Villes membres

### Afrique
| Ville             | Pays          |
| ----------------- | ------------- |
| Dakar             | Sénégal       |
| Djenné            | Mali          |
| Grand-Bassam      | Côte d'Ivoire |
| Île de Mozambique | Mozambique    |
| Lamu              | Kenya         |
| Saint-Louis       | Sénégal       |
| Stone Town        | Tanzanie      |
| Tombouctou        | Mali          |

Pour les pays d'Afrique du Nord, voir la section Pays arabes ci-dessous.

### Amériques
| Ville                  | Pays                   |
| ---------------------- | ---------------------- |
| Antigua                | Guatemala              |
| Arequipa               | Pérou                  |
| Brasilia               | Brésil                 |
| Campeche               | Mexique                |
| Carthagène             | Colombie               |
| Colonia del Sacramento | Uruguay                |
| Coro                   | Venezuela              |
| Cuenca                 | Équateur               |
| Cusco                  | Pérou                  |
| Diamantina             | Brésil                 |
| Goiás                  | Brésil                 |
| Guanajuato             | Mexique                |
| La Havane              | Cuba                   |
| Lima                   | Pérou                  |
| Mexico                 | Mexique                |
| Morelia                | Mexique                |
| Oaxaca de Juárez       | Mexique                |
| Olinda                 | Brésil                 |
| Ouro Preto             | Brésil                 |
| Panama                 | Panama                 |
| Paramaribo             | Suriname               |
| Potosí                 | Bolivie                |
| Puebla                 | Mexique                |
| Querétaro              | Mexique                |
| Quito                  | Équateur               |
| Salvador de Bahia      | Brésil                 |
| Santa Cruz de Mompox   | Colombie               |
| Saint-Domingue         | République dominicaine |
| São Luís               | Brésil                 |
| St George              | Bermudes               |
| Sucre                  | Bolivie                |
| Tlacotalpan            | Mexique                |
| Trinidad               | Cuba                   |
| Valparaíso             | Chili                  |
| Willemstad             | Antilles néerlandaises |
| Zacatecas              | Mexique                |
| Québec                 | Canada                 |

### Asie et Pacifique
| Ville                    | Pays               |
| ------------------------ | ------------------ |
| Bhaktapur                | Népal              |
| Boukhara                 | Ouzbékistan        |
| Chengde                  | Chine              |
| Galle                    | Sri Lanka          |
| Hoi An                   | Viêt Nam           |
| Hué                      | Viêt Nam           |
| Istanbul                 | Turquie            |
| Jérusalem                | Israël / Palestine |
| Kamitaira                | Japon              |
| Kandy                    | Sri Lanka          |
| Katmandou                | Népal              |
| Khiva                    | Ouzbékistan        |
| Kyoto                    | Japon              |
| Lalitpur                 | Népal              |
| Lijiang                  | Chine              |
| Luang Prabang            | Laos               |
| Nara                     | Japon              |
| Ping Yao                 | Chine              |
| Safranbolu               | Turquie            |
| Samarcande               | Ouzbékistan        |
| Shahr-e Sabz             | Ouzbékistan        |
| Shirakawa-gō et Gokayama | Japon              |
| Taira                    | Japon              |
| Vigan                    | Philippines        |
| Haenam                   | Corée du Sud       |

### Pays arabes
| Ville      | Pays                         |
| ---------- | ---------------------------- |
| Alep       | Syrie                        |
| Alger      | Algérie                      |
| Bosra      | Syrie                        |
| Chinguetti | Mauritanie                   |
| Damas      | Syrie                        |
| Essaouira  | Maroc                        |
| Fès        | Maroc                        |
| Ghadamès   | Libye                        |
| Ghardaïa   | Algérie                      |
| Kairouan   | Tunisie                      |
| Le Caire   | Égypte                       |
| Marrakech  | Maroc                        |
| Meknès     | Maroc                        |
| Monastir   | Tunisie (membre observateur) |
| Rabat      | Maroc                        |
| Sanaa      | Yémen                        |
| Chibam     | Yémen                        |
| Sousse     | Tunisie                      |
| Tétouan    | Maroc                        |
| Tunis      | Tunisie                      |
| Zabid      | Yémen                        |

### Europe
| Ville                                | Pays               |
| ------------------------------------ | ------------------ |
| Bamberg                              | Allemagne          |
| Goslar                               | Allemagne          |
| Lübeck                               | Allemagne          |
| Potsdam                              | Allemagne          |
| Quedlinbourg                         | Allemagne          |
| Stralsund                            | Allemagne          |
| Weimar                               | Allemagne          |
| Wismar                               | Allemagne          |
| Graz                                 | Autriche           |
| Hallstatt                            | Autriche           |
| Salzbourg                            | Autriche           |
| Vienne                               | Autriche           |
| Bakou                                | Azerbaïdjan        |
| Bruges                               | Belgique           |
| Bruxelles                            | Belgique           |
| Namur (membre observateur)           | Belgique           |
| Nessebar                             | Bulgarie           |
| Dubrovnik                            | Croatie            |
| Split                                | Croatie            |
| Trogir                               | Croatie            |
| Alcalá de Henares                    | Espagne            |
| Aranjuez                             | Espagne            |
| Avila                                | Espagne            |
| Baeza                                | Espagne            |
| Cáceres                              | Espagne            |
| Cordoue                              | Espagne            |
| Cuenca                               | Espagne            |
| Grenade                              | Espagne            |
| Ibiza                                | Espagne            |
| Mérida                               | Espagne            |
| Oviedo                               | Espagne            |
| Saint-Jacques-de-Compostelle         | Espagne            |
| Salamanca                            | Espagne            |
| San Cristóbal de La Laguna           | Espagne            |
| Ségovie                              | Espagne            |
| Tolède                               | Espagne            |
| Ubeda                                | Espagne            |
| Tallinn                              | Estonie            |
| Rauma                                | Finlande           |
| Albi                                 | France             |
| Amiens (Membre observateur)          | France             |
| Angers                               | France             |
| Avignon                              | France             |
| Bordeaux                             | France             |
| Carcassonne                          | France             |
| Le Havre                             | France             |
| Longwy                               | France             |
| Lyon                                 | France             |
| Le Mont-Saint-Michel                 | France             |
| Nancy                                | France             |
| Paris                                | France             |
| Provins                              | France             |
| Strasbourg                           | France             |
| Versailles                           | France             |
| Chora de Patmos                      | Grèce              |
| Rhodes                               | Grèce              |
| Budapest                             | Hongrie            |
| Assise                               | Italie             |
| Bénévent                             | Italie             |
| Caltagirone                          | Italie             |
| Capriate San Gervasio                | Italie             |
| Caserta                              | Italie             |
| Catane                               | Italie             |
| Ferrare                              | Italie             |
| Florence                             | Italie             |
| Matera                               | Italie             |
| Militello in Val di Catania          | Italie             |
| Modène                               | Italie             |
| Modica                               | Italie             |
| Naples                               | Italie             |
| Noto                                 | Italie             |
| Palazzolo Acréide                    | Italie             |
| Pienza                               | Italie             |
| Pise                                 | Italie             |
| Ragusa                               | Italie             |
| Rome                                 | Italie             |
| San Gimignano                        | Italie             |
| Scicli                               | Italie             |
| Sienne                               | Italie             |
| Urbino                               | Italie             |
| Venise                               | Italie             |
| Vérone                               | Italie             |
| Vicence                              | Italie             |
| Cité du Vatican (Membre observateur) | Vatican            |
| Riga                                 | Lettonie           |
| Vilnius                              | Lituanie           |
| Luxembourg                           | Luxembourg         |
| Ohrid                                | Macédoine du Nord  |
| La Valette                           | Malte              |
| Kotor                                | Monténégro         |
| Bergen                               | Norvège            |
| Røros                                | Norvège            |
| Beemster                             | Pays-Bas           |
| Cracovie                             | Pologne            |
| Kalwaria Zebrzydowska                | Pologne            |
| Toruń                                | Pologne            |
| Varsovie                             | Pologne            |
| Zamość                               | Pologne            |
| Angra do Heroísmo                    | Portugal           |
| Évora                                | Portugal           |
| Guimarães                            | Portugal           |
| Porto                                | Portugal           |
| Sintra                               | Portugal           |
| Český Krumlov                        | République tchèque |
| Holašovice                           | République tchèque |
| Kromeríz                             | République tchèque |
| Kutná Hora                           | République tchèque |
| Litomyšl                             | République tchèque |
| Prague                               | République tchèque |
| Telč                                 | République tchèque |
| Třebíč                               | République tchèque |
| Biertan                              | Roumanie           |
| Sighișoara                           | Roumanie           |
| Bath                                 | Royaume-Uni        |
| Édimbourg                            | Royaume-Uni        |
| Telford                              | Royaume-Uni        |
| Derbent                              | Russie             |
| Kazan                                | Russie             |
| Moscou                               | Russie             |
| Novgorod                             | Russie             |
| Saint-Pétersbourg                    | Russie             |
| Souzdal                              | Russie             |
| Banská Štiavnica                     | Slovaquie          |
| Bardejov                             | Slovaquie          |
| Karlskrona                           | Suède              |
| Stockholm (Membre observateur)       | Suède              |
| Visby                                | Suède              |
| Berne                                | Suisse             |
| Lviv                                 | Ukraine            |